# Japanse eik
De Japanse eik (Quercus aliena) is een ongeveer 10 m hoge, bladverliezende boom, die behoort tot de napjesdragersfamilie (Fagaceae). De Japanse eik komt van nature voor in Oost-Azië, China, Japan en Korea en is in 1908 in Europa geïntroduceerd.
De bladeren krijgen in de herfst een gele kleur. De eironde, getande bladeren zijn aan de bovenkant glimmend, geelgroen en aan de onderkant blauwgroen, behaard. De bast heeft een grijsbruine kleur.

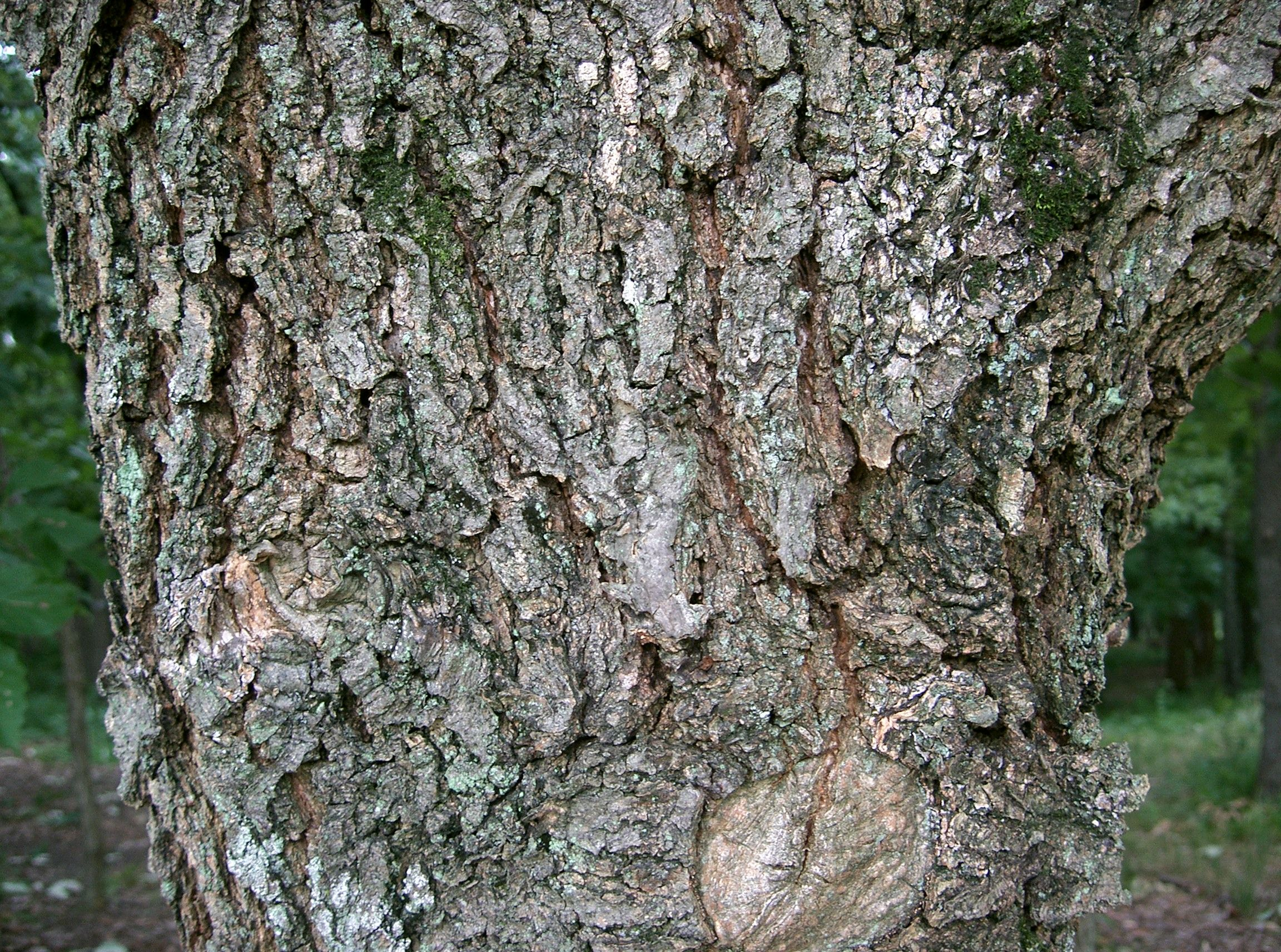
Bast

De in april en mei bloeiende boom heeft gele bloemen.
Het zaad is 25 mm lang en het meel kan samen met dat van andere granen gebruikt worden in brood.
Gezaagdbladige eik (Q. acutissima) · 
Amerikaanse witte eik (Q. alba) · 
Japanse eik (Q. aliena) · 
Gouden eik (Q. alnifolia) · 
Californische struikeik (Q. berberidifolia) · 
Tweekleurige eik (Q. bicolor) · 
Moseik (Q. cerris) · 
Hulsteik (Q. coccifera) · 
Scharlaken eik (Q. coccinea) · 
Japanse keizereik (Q. dentata) ·  
Portugese eik (Q. faginea) · 
Steeneik (Q. ilex) · 
Californische zwarte eik (Q. kelloggii) · 
Quercus lamellosa · 
Quercus lusitanica · 
Perzische eik (Q. macranthera) · 
Mongoolse eik (Q. mongolica) · 
Moeraseik (Q. palustris) · 
Wintereik (Q. petraea) · 
Donzige eik (Q. pubescens) · 
Pyrenese eik (Q. pyrenaica) · 
Zomereik (Q. robur) · 
Amerikaanse eik (Q. rubra) · 
Kurkeik (Q. suber)